# Кристиан де ла Фуенте
Кристиан де ла Фуенте (на испански: Cristián de la Fuente) е чилийски актьор, продуцент, модел и телевизионен водещ. На 5 януари 2002 г. се жени за чилийската актриса и модел Анхелика Кастро. Освен родния си език, испанския, Кристиан владее и английски език. Той е лицензиран пилот и офицер от резерва от Военновъздушните сили на Чили.

## Филмография

### Филми
- Гориво в кръвта (2001) – Мемо Морено

### Теленовели
- В диви земи (2017) – Диего Отеро Ривейес
- Мечта за любов (2016) – Рикардо Алегрия
- Искам да те обичам (2013-2014) – Максимилиано Монтесинос
- Смела любов (2012) – Даниел Диас Акоста / Андрес Дуарте
- Maldita (2012) – Игнасио
- Непокорно сърце (2009-2010) – Ренато Видал Монтес де Ока
- Огън в кръвта (2008) – Дамян Ферер
- Мечтите са безплатни (2006) – Фелипе Рейес Ретана
- Eclipse de luna (1997) – Роман Селис
- Marrón Glacé, el regreso (1996) – Блас
- El amor está de moda (1995) – Лукас Кореа
- Champaña (1994) – Тадео Макмилън

### Сериали
- Prófugos (2011) – Игнасио Кордова
- The Nine Lives of Chloe King (2011) – Франк Кабрера
- Love Bites (2011) – Марсело
- Частна практика (2010) – Д-р Ерик Родригес
- Brothers & Sisters (2009) –
- Грозната Бети (2007) – Родриго Велосо
- Как обича една жена (2007) – Андрес Малдонадо
- Side order of life (2007) – Едуардо
- In Plain Sight (2007) – Рафаел
- Mary Sunshine (2007) – Рафаел Рамирес
- Осмо чувство (2006) – Сапато
- The Class (2006) – Арон
- Threat Matrix(2003) – Уилмър Санчес
- Eve (2003) – Лорънс
- Hope and faith (2003) – Паоло
- От местопрестъплението: Маями (2002) – Сам Белмонтес
- Hidden Hills (2002) – Маноло Кордоба
- One on One (2001) – Андрю
- Queen of Swords (2000) – Антонио
- Family Law – (1999) – Андрес
- Pensacola (1999) – Рамирес
- Reyes y Rey (1998) – Алекс Рейес
- Soltero a la medida (1994) – Рамиро Перес Кандия

## Награди и номинации
Награди TVyNovelas (Мексико)
| Година | Категория                           | Теленовела      | Резултат  |
| ------ | ----------------------------------- | --------------- | --------- |
| 2013   | Най-добър актьор в главна роля      | Смела любов     | Номиниран |
| 2010   | Най-добър актьор в отрицателна роля | Непокорно сърце | Номиниран |

Награди Златна теленовела
| Година | Категория                      | Теленовела  | Резултат |
| ------ | ------------------------------ | ----------- | -------- |
| 2012   | Най-добър актьор в главна роля | Смела любов | Печели   |